# Université de Vaasa
L'université de Vaasa (en finnois : Vaasan yliopisto) est une université à Vaasa en Finlande.
Elle est fondée en 1968.

## Campus
L'université se trouve dans le district de Palosaari à côté de l'ancienne filature de coton de la ville, qui abrite aussi une partie de l'université.
Le bâtiment principal Tervahovi et le bâtiment Luotsi ont été achevés en 1994 et conçus dans l'esprit de l'architecte Carl Axel Setterberg qui a conçu les bâtiments publics de Vaasa dans les années 1860.
La partie de l'université située dans l'ancienne filature de coton s'appelle Fabriikki.

## Écoles
L'Université de Vaasa est composée de 4 écoles:

### École de gestion
- Gestion des ressources humaines
- Droit public
- Administration publique
- Études régionales
- Administration sociale et sanitaire
- Gestion stratégique

### École de comptabilité et de finance
- Comptabilité et finance
- Droit des affaires
- Économie

### École de marketing et de communication
- Communication
- Commerce international
- Commercialisation

### École de technologie et d'innovation
- Mathématiques et statistiques
- Génie électrique et technologies de l'énergie
- Informatique
- Production

## Services

### Bibliothèque universitaire
La bibliothèque scientifique Tritonia est  partagée par l'université avec les autres institutions académiques de la ville.

### Laboratoire Technobothnia
Le laboratoire Technobothnia, est partagé avec les deux universités de sciences appliquées de la ville: l'Université des sciences appliquées Novia et l'Université des sciences appliquées de Vaasa.

## Docteurs honoris causa
1988
- Heribert Picht
- Jaakko Numminen
- George Foster
- Bengt Holmström
- Jaakko Lassila
- Mauri Palomäki
- Martti Ulkuniemi

1998
- Brainard Guy Peters
- Vappu Taipale
- Joaquim Arnau
- Hartwig Kalverkämper
- Jean-François Hennart
- Matti Ilmari
- Baruch Lev
- Matti Sundberg

2006
- Esko Aho
- Christopher Pollitt
- Juhani Turunen
- Pirkko Nuolijärvi
- Sauli Takala
- John Vikström
- Chris Brewster
- Eero Lehti
- Robert W. Scapens
- Pentti Malaska
- Dušan Malindžák
- Heikki Miilumäki

2011
- György Jenei
- Merrill Swain
- Paula Risikko
- Eva Liljeblom
- Klaus G.Grunert
- Jorma Ollila
- Jouko Havunen
- Paul Geladi
- Pertti Järvinen
- Mikko Niinivaara

2018
- Jan Engberg
- Leena Niemistö
- Pervez Ghauri
- Eric von Hippel
- Annamaria Lusardi
- Timo Ritakallio
- Clare Lavelle
- Vesa Laisi
- Sirinnapa (Mui) Saranwong